# Henri Miloch
Henri Miloch, peintre de marines et de la Bretagne, membre de la Société des artistes français, né à Trieste (Littoral autrichien) le 15 juillet 1898 et mort à Auray, en Bretagne, le 4 juillet 1979.

## Biographie
Aîné d'une famille de 10 enfants[réf. nécessaire], il montre très jeune des dons pour le dessin et la peinture, mais également pour la construction de bateaux. Il relie Trieste à Piran à la rame à l'âge de 14 ans, dans un bateau de sa propre construction. 
Violoniste dans l'orchestre symphonique de Trieste, il fut capitaine dans l'armée et se bat sur le front russe en 1914-1918 ; il en revient à pied. Il parlait alors 5 langues. Il suit par la suite avec succès des études d'ingénieur à l'école d'aéro-navale de Gênes.
Dessinant et peignant depuis sa prime jeunesse, il s'inscrit à l'école des Beaux-Arts de Paris, dont il sort premier en 193 (portrait d'une paysanne). Il y rencontre Suzanne Poirier qu'il épouse.
Pris d'un véritable coup de foudre pour Concarneau, il expose régulièrement ses toiles l'été, en Ville Close, place Saint-Guénolé, l'hiver à Paris. À partir de 1959, il crée un atelier à Tours, 61 rue Colbert, dans la vieille ville.
Il peint souvent des marines, pêcheurs bretons, vaisseaux de ligne qu'il imagine grâce aux connaissances maritimes acquises pendant sa jeunesse, à ses études et sa fréquentation des marins : aquarelles, gouaches, huiles, mais aussi eaux-fortes. Il réalise aussi de nombreuses maquettes.
Les vaisseaux (galions) représentés dès 1933 font immédiatement penser à l'album d'Hergé Le Secret de La Licorne paru pour la première fois en noir et blanc dans le journal Le Soir en 1942, et publié en couleurs en 1943. Ils ne manquent pas aujourd'hui d'attirer l'attention des « Tintinophiles ».

## Quelques-unes de ses œuvres
- Les Thoniers de Concarneau, Hsi, 50x72,5.
- La Pointe du Raz.
- Barques de pêche aux abords d'une côte, Hst, sbd, 50x100.
- Impressions aux îles Glénan, Hsp, 46x65, 1946
- Concarneau, sardiniers devant le beffroi, Hst, 33x41.
- Concarneau, barques devant le beffroi, aquarelle, 33x23, sbg, 1959.
- Barques devant la ville close, Hst, 50 × 100.
- Barques et marin devant la ville close, aquarelle, 27x35
- Concarneau, la ville close, Hsi, 22x27.
- La porte au vin à Concarneau, aquarelle, 30x24, sbd.
- La Chapelle de la Croix à Concarneau, Hst, 18x23.
- Le Passage à Concarneau, Hst, 24x19.
- Chapelle en Bretagne, Hsp, 50x61.
- Pardon à N.-D. de la Joie en Penmarc'h, Hst marouflée, 27x35.
- Le Port de Saint-Guénolé, 1972.
- Bretagne, Hst, 34x26.
- Le Croisic, aquarelle, sbd et localisée, 23x32
- La Fontaine, Hst, 44x36.
- La Fontaine, aquarelle, 27x36, 1950.
- Sortie de la messe à Penhars, aquarelle 23x32.
- Vue du port de Concarneau, aquarelle, 22x29, 1952.
- Le Départ des pêcheurs, Hst, 40x80.
- Thoniers sous voiles, Hst, 46x55.
- Retour de Pêche, Hsc, 33x24.
- Le Déchargement des bateaux de pêche, Hsp, 37,5x46.
- Port de pêche animé, Hsp, 38x46.
- Marine à Concarneau, Hsc, 46x55.
- Deux vaisseaux en mer, Hsp, sbg, Paris, 1942, 92x73.
- Marine, Hsp, 73x92, 1943.
- Marine, Hst, 39x77.
- Deux vaisseaux de haut-bord sous le vent, Hst, sbd, 46x55, 1947.
- Vaisseau en vue d'un autre bateau, Hst, 18,8x26,9, 1936.
- l'armada, Hst, Sbd, 74X100.
- Maisons tourangelles, Hst, 26x34.
- Ferme à colombages aux environs de Tours, aquarelle, 22x30.
- Impression de Bretagne, Hst, 46x65, 1946.
- Impression aux îles Glénan, pastel, sbg, 46x65, 1946
- Bord de Loire, Hsp, 25x21.
- Bords de Loire, aquarelle, 22x30.
- Village en bord de rivière, Hst, s, 32x40.
- Pont sur l'Indre, Hsp, 32x23.
- Pardon en Bretagne, Hst, 50x73.
- Côte rocheuse en Bretagne, Hsc, 24x33.
- Retour au port de Concarneau au soleil couchant, Hst, 40x80.
- Bouquet de fleurs, Hsp, 25x20.
- Jardin à Ris-Orangis, Hst, 21x26.
- Roses et marguerites, Hst, 33x25.

- La Loire à Rochecorbon, 1968, Hst, 50x110
- Petit port breton, 1969, Hst, sbd, 49x71,5